# 애증 (영화)
《애증》(이탈리아어: Senso)은 1954년 개봉한 사극 영화이다. 알리다 발리와 팔리 그레인저가 출연했으며 루키노 비스콘티가 감독하였다. 비스콘티가 처음으로 유미주의적 색채를 보이는 영화로 평가받고 있다. 일본에서 개봉한 제목을 따라 《여름의 폭풍》으로도 불린다.

## 내용
19세기 중엽, 오스트리아의 점령하에 있던 베니스에서 리디아 세르피에리 백작 부인(발리)이 점령군의 중위 프란츠(그렌쟈)와 만난다. 그녀는 사촌오빠인 로베르토(지로티)와 반(反) 오스트리아운동에 관계하고 있는데 첫눈에 프란츠를 사랑하게 된다. 전화(戰火)를 피해서 알디노와 관계하고 있는 동지에게 전해 달라는 부탁과 함께 군자금(軍資金)을 놓고 간다. 그런데 리디아는 그 자금을 프란츠에게 건네 주고 언제까지나 자기 곁에 있어 달라고 말한다. 프란츠는 돈을 받자마자 그녀를 배반하고 군에서 탈주하여 베로나로 사라진다. 리디아는 프란츠를 추격하여, 그가 숨어 있는 집을 군(軍)에 고발한다. 결국 체포된 프란츠는 총살되고, 모든 것을 잃은 리디아는 미친 사람같이 방황하는 것이다.

## 감상
<대지는 흔들린다>로서 대표적인 네오 리얼리즘으로평가받은 비스콘티가 현실로부터 일전(一轉)해서 역사를 묘사하고, 시대와 인간관계에 네오 리얼리즘의 정신을 확대시키려고 했다. 비스콘티 자신에게는 물론 이탈리아의 영화계에 있어서도 잊을 수 없는 기념비적(紀念碑的)인 작품이다.

## 출연

### 주연
- 티노 비앙치

### 조연
- 세르지오 판토니
- 마시모 지로티
- 팔리 그레인저

## 기타
- 원작자: 카밀로 보이토
- 의상: 마르셀 에스코피어
- 의상: 피에로 토시